# Theodor Hesselberg

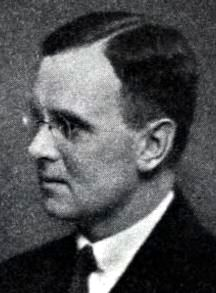
Theodor Hesselberg

Hans Theodor Hesselberg (* 7. Januar 1885 in Lierne; † 10. November 1966 in Oslo) war ein norwegischer Meteorologe.

## Leben
Hesselberg war der Sohn eines Pfarrers und wuchs in Vossevangen auf. Nach dem Abitur in Trondheim (Examen artium 1902) studierte er in Oslo (Christiania) mit dem Kandidatenabschluss 1908 und der Promotion 1913. Ab 1908 war er Assistent von Vilhelm Bjerknes an der Universität Oslo, dem er auch von 1912 bis 1915 an die Universität Leipzig folgte. Von 1915 bis 1955 war er Direktor des norwegischen Meteorologischen Instituts.
Von 1917 bis 1955 war er Vizevorsitzender bzw. Vorsitzender der Geophysikalischen Kommission und lange Herausgeber von deren Zeitschrift Geofysiske Publikasjoner. Von 1935 bis 1946 war er Präsident der International Meteorological Organization (und von 1923 bis 1929 deren Generalsekretär), an deren Umwandlung in die World Meteorological Organization er maßgeblich beteiligt war. 1956 erhielt er als Erster den International Meteorological Organization Prize.
Hesselberg entdeckte früh gemeinsam mit Bernt Johannes Birkeland (1879–1955) die globale Erwärmung und erstellte Karten dazu (Säkulare Schwankungen des Klimas von Norwegen, ab 1940). Ein Schwerpunkt seiner Forschung war die dynamische Meteorologie. Mit Olaf Devik entwickelte er grafisch-mathematische Methoden zur Analyse der Bewegung der Atmosphäre. Unter anderem befasste er sich mit der Drift der Cirrus-Wolken, der Reibung in der Atmosphäre, den Druckschwankungen und Bewegungen von Tiefdruckgebieten und dem Zusammenhang von Temperatur- und Druckschwankungen in der Atmosphäre.
Er war Mitglied der Norwegischen Akademie der Wissenschaften, Offizier der Ehrenlegion und Ritter 1. Klasse des Sankt-Olav-Ordens.

## Schriften
- mit V. Bjerknes, O. Devik: Dynamische Meteorologie und Hydrographie. Band 2: Kinematik der Atmosphäre und der Hydrosphäre. Vieweg, Braunschweig 1913
- Über Reibung und Dissipation in der Atmosphäre. Geofysiske Publikasjoner, Band 3, 1924
- Über das Verhältnis von Druckkraft und Wind. Geofysiske Publikasjoner, Band 9, 1932
- Die Verwendung des Maxwellschen Verteilungsgesetzes auf meteorologische Häufigkeitskurven. Oslo 1943
- mit B. J. Birkeland: Säkulare Schwankungen des Klimas von Norwegen. Geofysiske Publikasjoner, Band 14/15, 1940–1944